# Megaselia picticornis
Megaselia picticornis är en tvåvingeart som beskrevs av Borgmeier 1962. Megaselia picticornis ingår i släktet Megaselia och familjen puckelflugor.
Artens utbredningsområde är Panama. Inga underarter finns listade i Catalogue of Life.